# بندر بریس
بندر بِریس یکی از شهرهای بخش مرکزی شهرستان دشتیاری استان سیستان و بلوچستان است. برنامه‌ریزی‌ها جهت گسترش این شهر با هدف استقرار حداقل ۲ میلیون نفر جمعیت در سواحل مکران توسط وزارت راه و شهرسازی ایران انجام شده و در سال ۱۴۰۰ خورشیدی، دو شهر (بریس و مکران) در مرحلهٔ ساخت و آماده‌سازی زیرساخت‌ها قرار داشته‌اند.
بریس در تاریخ ۱۳ تیر ۱۴۰۰ به شهر ارتقا یافت و در آینده به بخش بریس ارتقا خواهد یافت. بندر بریس با مرکز شهرستان دشتیاری (شهر نگور) ۴۴ کیلومتر فاصله دارد. شیر ماهی، شوریده و ماهی تن از عمده صیدهای ماهیگیران بندر بریس است. ارتفاع بندر بریس از سطح دریا، ۱۰ متر و حداقل عمق آب در خور، ۴ متر است.

## جمعیت
بر پایه سرشماری عمومی نفوس و مسکن در سال ۱۳۹۵ جمعیت بندر بریس معادل ۴٬۴۴۸ نفر بوده است.

## جاذبه گردشگری

اسکله بندر بریس

مهم‌ترین جاذبه گردشگری بندر بریس صخره‌ای است که به اسکله صیادی این شهر مشرف است و منظره ای بی بدیل را فراهم آورده است که تماشای آن برای ساعت‌های متوالی لذت بخش است.

## تاریخچه
حدود ۱۰۰ سال پیش، بندر بریس دارای ۳۵ باب خانه و حدود ۳۰ شناور بوده است. بومیان بندر بریس از میدها و کلمتی‌ها می‌باشند. میدها از ساکنان قدیمی منطقهٔ چابهار هستند.

## امکانات و مراکز خدماتی
- ۱۸۸۰ متر معابر بهسازی و آسفالت‌شده.
- مرکز خدمات درمانی
- اورژانس ۱۱۵ بریس
- خانه بهداشت
- دبیرستان پسرانه
- مدرسه راهنمایی دخترانه
- مرکز مخابرات
- نمایندگی ایرانسل
- بانک ملی، بانک صادرات. پست بانک
- زمین چمن مصنوعی برای مینی فوتبال
- چهار شرکت تعاونی خدمات صیادی و یک شرکت تعاونی روستایی
- شهرک صنعتی شامل ۳ سردخانه، ۲ یخسازی و ۲ کارخانه تن ماهی
- پمپ بنزین
- ۲۵۰ باب مغازه
- تصاویر همه شبکه‌های سیمای جمهوری اسلامی به صورت دیجیتال در بریس قابل دریافت می‌باشد.
- شورای حل اختلاف
- نمایندگی اداره کل شیلات